# Embaixador da Boa Vontade da UNESCO
Os Embaixadores da boa vontade da UNESCO são celebridades em nome da UNESCO (não embaixadores diplomáticos) que usam o seu talento ou fama para disseminar os ideais da UNESCO, especialmente para atrair a atenção da mídia. Outras categorias especializadas deste tipo de cargos incluem Artista UNESCO para a Paz, a Campeão UNESCO para o Desporto e o Enviado Especial da UNESCO.

## Lista atual
A seguinte lista de Embaixadores da boa vontade da UNESCO apresenta os respetivos projetos e as atividades de apoio.
| Nome                                         | País                  | Embaixador desde        | Projectos e actividades que apoiam | Ligação |
| -------------------------------------------- | --------------------- | ----------------------- | --- | ------- |
| HRH Princesa Dana Firas                      | Jordânia              | 29 de Junho de 2017     | Protecção e preservação de património | _       |
| Deeyah Khan                                  | Noruega               | 17 de Novembro de 2016  | Liberdade e criatividade artística |         |
| Christiane Amanpour                          | Reino Unido           | 29 de Abril de 2015     | Liberdade de expressão e segurança jornalística                                                                                               |         |
| Keith Chatsauka-Coetzee                      | Recorde sul-americano | 12 de Julho de 2012     | |         |
| Sunny Varkey                                 | Índia                 | 2012                    | Promotor de educação. Atualmente está nos Emirados Árabes Unidos.                                                                             |         |
| Nasser David Khalili                         | Reino Unido           | Outubro de 2012         | |         |
| Hayat Sindi                                  | Arábia Saudita        | 1 de Outubro de 2012    | Promoção da educação científica para as mulheres árabes                                                                                       |         |
| Forest Whitaker                              | Estados Unidos        | 21 de Junho de 2011     | |         |
| Nizan Guanaes                                | Brasil                | 27 de Maio de 2011      | |         |
| Vik Muniz                                    | Brasil                | 27 de Maio de 2011      | |         |
| Oskar Metsavaht                              | Brasil                | 27 de Maio de 2011      | |         |
| Ivonne A-Baki                                | Equador               | 15 de Fevereiro de 2010 | Paz |         |
| Yazid Sabeg                                  | Argentina             | 16 de Fevereiro de 2010 | |         |
| Marc Ladreit de Lacharrière                  | França                | 27 de Agosto de 2009    | |         |
| Constance Buccafurri                         | Estados Unidos        | 2009                    | |         |
| Christine Hakim                              | Índia                 | 11 de Março de 2008     | Formação de professores no Sudeste Asiático                                                                                                   |         |
| Chantal Biya                                 |                       | 14 de Novembro de 2008  | Educação e Inclusão Social |         |
| Vitaly Ignatenko                             | Rússia                | 2008                    | Construção de capacidades dos jornalistas de Língua russa e promoção da circulação livre de ideias no mundo de língua russa                   |         |
| Jean Malaurie                                | França                | 17 de Julho de 2007     | Responsável pelos assuntos do ártico polar, promoção de assuntos ambientais e salvaguarda da cultura e conhecimento das comunidades do Ártico |         |
| Princesa Maha Chakri Sirindhorn da Tailândia | Tailândia             | 24 de Março de 2005     | Empoderamento das crianças de Minorias e preservação do seu Patrimônio Cultural Imaterial da Humanidade                                       |         |
| Mehriban Aliyeva                             | Azerbaijão            | 9 de Setembro de 2004   | Promoção e salvaguarda do Patrimônio Cultural Imaterial da Humanidade, especialmente das tradições e expressões orais                         |         |
| Milú Villela                                 | Brasil                | 10 de Novembro de 2004  | Acção voluntária e educação básica na América Latina                                                                                          |         |
| Cristina Owen-Jones                          | Itália                | 23 de Março de 2004     | Programa de Educação e Prevenção do HIV/AIDS                                                                                                  |         |
| Ara Abramyan                                 | Rússia                | 15 de Julho de 2003     | Diálogo entre Civilizações |         |
| Princesa de Hanover                          | Mónaco                | 2 de Dezembro de 2003   | Protecção das crianças e famílias, empoderamento de mulheres e jovens na África                                                               |         |
| Valdas Adamkus                               | Lituânia              | 29 de Setembro de 2003  | Construção de Sociedades de Conhecimento |         |
| Alicia Alonso                                | Cuba                  | 7 de Juho de 2002       | Promoção de ballet (Programa de Patrimônio Cultural Imaterial da Humanidade)                                                                  |         |
| Giancarlo Elia Valori                        | Itália                | 2001                    | Salvaguarda de Patrimônio Cultural Imaterial da Humanidade                                                                                    |         |
| Princesa Lalla Meryem de Marrocos            | Marrocos              | Julho de 2001           | Proteção dos direitos das crianças e mulheres                                                                                                 |         |
| Claudia Cardinale                            | Itália                | Março de 2000           | Promoção dos direitos das mulheres, especialmente das mulheres do Mediterrâneo; Assuntos ambientais                                           |         |
| Bahia Hariri                                 | Líbano                | 17 de Novembro de 2000  | Preservação do Património Mundial, educação, cultura, direitos das mulheres e desenvolvimento sustentável no mundo árabe                      |         |
| Madanjeet Singh                              | Índia                 | 16 de Novembro de 2000  | Fundador da Fundação do Sul da Ásia, que promove a cooperação regional através da educação e desenvolvimento sustentável                      |         |
| Patrick Baudry                               | França                | Setembro de 1999        | Educação de jovens através de seminários, conferências científicas e projectos nesta área                                                     |         |
| Marianna Vardinoyannis                       | Grécia                | 21 de Outubro de 1999   | Protecção da infância; promoção das Olimpíadas culturais; apoio humanitário a vítimas da guerra                                               |         |
| Vigdís Finnbogadóttir                        | Islândia              | 1998                    | Promoção da diversidade linguística, direitos das mulheres, educação                                                                          |         |
| Cheick Modibo Diarra                         | Malásia               | 1998                    | Promoção da educação, especialmente nas ciências, desenvolvimento sustentável em África                                                       |         |
| Kitín Muñoz                                  | Espanha               | 22 de Abril de 1997     | Protecção e promoção de culturas indígenas e o seu ambiente                                                                                   |         |
| Grande Duquesas María Teresa do Luxembourg   | Luxemburgo            | 10 de Juho de 1997      | Educação, direitos das mulheres, microfinanças e campanha contra a pobreza                                                                    |         |
| Omer Zülfü Livaneli                          | Turquia               | 20 de Setembro de 1996  | Promoção de paz e tolerância através da música e promoção dos direitos humanos                                                                |         |
| Rigoberta Menchu Túm                         | Guatemala             | 21 de Juho de 1996      | Promoção da Cultura da Paz, protecção dos direitos das comunidades indígenas                                                                  |         |
| Zurab Tsereteli                              | Geórgia               | 30 de Março de 1996     | Projetos culturais e artísticos |         |
| Kim Phuc Phan Thi                            | Vietname              | 10 de Novembro de 1994  | Protecção e educação para as crianças, orfãos e vítimas inocentes da guerra                                                                   |         |
| Montserrat Caballé                           | Espanha               | 22 de Abril de 1994     | Angariação de fundos para as crianças em sofrimento e vítimas da guerra                                                                       |         |
| Jean Michel Jarre                            | França                | 24 de Maio de 1993      | Protecção do ambiente (água, luta contra a desertificação, energias renováveis), juventude e tolerância, salvaguarda do Património Mundial    |         |
| Pierre Bergé                                 | França                | 2 de Julho de 1993      | Campanha contra a HIV/AIDS, direitos humanos, Património Mundial                                                                              |         |
| Ute-Henriette Ohoven                         | Alemanha              | 1992                    | Embaixador Especial UNESCO para a Educação e Crianças em Necessidade                                                                          |         |
| Susana Rinaldi                               | Argentina             | 28 de Abril de 1992     | Crianças de rua, Cultura da Paz |         |
| Princesa Firyal da Jordânia                  | Jordânia              | 1992                    | Promoção da Iniciativa Educação para Todos, ações humanitárias, Património Mundial, direitos das mulheres, especialmente as mulheres árabes   |         |
| Pierre Cardin                                | França                | 1991                    | Promoção do Programa Chernobyl, criação das Seis Bandeiras de Tolerância em 1995 e distribuição nos Estados Membros da UNESCO                 |         |
| Ivry Gitlis                                  | Israel                | 1990                    | Apoio da educação e Cultura de Paz e Tolerância                                                                                               |         |
| Miguel Angel Estrella                        | Argentina             | 26 de Outubro de 1989   | Promoção da Cultura da Paz e tolerância através da música                                                                                     |         |
| Sheikh Ghassan I. Shaker                     | Arábia Saudita        | 1989                    | Angariação de fundos, crianças e mulheres em necessidade, vítimas da guerra, educação, microfinanças                                          |         |
| Embaixadores Honorários                      |                       |                         | |         |
| Laura Welch Bush                             | Estados Unidos        | 13 de Fevereiro de 2003 | Embaixadora Honorária UNESCO para a Década da Literacia no contexto da Década da Literacia das Nações Unidas (2003–2012)                      |         |

## Ex-Embaixadores
| Nome                     | País | Atribuição do título | Ligação |
| ------------------------ | ---- | -------------------- | ------- |
| Marin Constantin         |      | 1992–2011            |         |
| Ikuo Hirayama            |      | 1989–2009            |         |
| Lily Marinho             |      | 1999–2011            |         |
| Yehudi Menuhin           | ·    | 1992–1999            |         |
| Mstislav Rostropovich    |      | 1998–2007            |         |
| Sheikh Ghassan I. Shaker |      | 1989–2011            |         |